# Gardening Mama
Gardening Mama (ガーデニングママ?, Gādeningu Mama) è un videogioco per Nintendo DS, distribuito dai creatori di Cooking Mama. È uno speciale simulatore di giardinaggio in stile Cooking Mama.
Il gameplay è quindi lo stesso: si usa il touch screen della console per effettuare ogni singola operazione del gioco,ad esempio bagnare una pianta, strappare foglie, aggiungere terra (ecc.).
Vanta di una modalità multiplayer e sempre tramite connessione wireless è collegabile al titolo Cooking Mama 3: Shop & Chop.
In Giappone è stato pubblicato il 19 marzo 2009, nel Nord America il 31 marzo 2009 e in Europa il 5 giugno 2009.